# Trude Rittmann
Trude Rittmann   (Mannheim, 24 de setembre de 1908 - Lexington, 22 de febrer de 2005) va ser una compositora, directora musical, arranjadora i orquestradora jueva alemanya que va viure i treballar durant bona part de la seva vida als Estats Units. La seva carrera va prosperar especialment amb grans èxits al teatre de Broadway.

## Joventut
Trude Rittmann va néixer a Mannheim (Alemanya) i va començar les classes de piano als vuit anys. Va estudiar amb Ernst Toch i Hans Bruch a la "Hochschule für Musik Köln" i es va graduar el 1932, ja coneguda com a compositora prometedora. Rittmann va fugir d'Alemanya el 1933 i va treballar a França, Bèlgica i Anglaterra i el 1937 es va establir als Estats Units. La seva mare i la seva germana també van escapar d'Alemanya, però el seu pare va morir a la presó sota els nazis.

## Carrera posterior
A Nova York, Rittmann va ser contractada per Lincoln Kirstein com a acompanyant i pianista de concerts per a "l'American Ballet Caravan" de George Balanchine. Més tard en fou directora musical, fent gires amb ells durant quatre anys i treballant amb compositors com Leonard Bernstein, Virgil Thomson, Aaron Copland i Marc Blitzstein.
El 1941 Rittmann i Stefan Wolpe van compondre la música de la pel·lícula Palestina en guerra, realitzada per la Comissió Laborista Palestina. També el 1941 Rittman va començar a treballar amb Agnes de Mille com a acompanyant de concerts i el 1943 va fer els arranjaments per a la seva coreografia al musical One Touch of Venus de Kurt Weill / Ogden Nash. Rittman va continuar treballant com a orquestradora en molts musicals, entre els quals Finian's Rainbow (1947), Gentlemen Prefer Blondes (1949), Peter Pan (musical de Leonard Bernstein), Fanny (1954) i Peter Pan (musical de 1954 de Moose Charlap i Jule Styne) (1954). També va treballar estretament amb el compositor Frederick Loewe en els espectacles Paint Your Wagon (1951), My Fair Lady (1959) i Camelot (1960).
Treballant a Carousel (1945), va començar una llarga associació amb el compositor Richard Rodgers i va continuar fent arranjaments per a South Pacífic (1949), The King and I (1951) (per a la qual va compondre el ballet "Small House of Uncle Thomas") i The Sound of Music (1959), per a la qual va idear la llarga seqüència vocaa per a "Do-Re-Mi". Segons el director assistent Peter Howard, el cor del número, en què Maria assigna un to musical a cada nen, com tants campaners suïssos, va ser ideat en un assaig per Rittmann (a qui se li atribuïen els arranjaments corals) i el coreògraf Joe Layton. Les líriques de catorze notes i melodies - "quan saps les notes per cantar..." - eren de Rodgers i Hammerstein; la resta, pel que sembla, provenia de Rittmann. Howard va dir: "Rodgers li va permetre fer tot el que li agradés. Quan vam començar a fer-ne la posada en escena, Joe va agafar el relleu. Va demanar a Trude que es repetissin certes parts, certs adorns." Rittmann es va retirar el 1976 i va morir d'insuficiència respiratòria a Lexington (Massachusetts). La seva música s'ha difós en la sèrie de televisió Great Performances (1972).